# Lali Espósito
Mariana Espósito (Buenos Aires, 10 de Outubro de 1991), mais conhecida pelo seu nome artístico Lali, é uma cantora, atriz, compositora e empresária argentina. Lali estreou na carreira artística protagonizando a novela infantil Rincón de Luz em 2003 aos 11 anos de idade, e também protagonizou a versão Argentina de Chiquititas, em 2006. Além de realizar vários outros papéis notáveis durante sua adolescência; também interpretou "Marianella" no fenômeno mundial, Casi Ángeles, e integrando o grupo pop Teen Angels. 

## Biografia
Com 11 anos de idade, realizou várias apresentações teatrais e musicais das novelas em que formava parte do elenco, também participando de trilhas-sonoras das mesmas. Realizou diversos shows com o grupo Teen Angels em vários países da América Latina, Europa e Ásia. Em 2013, co-protagonizando a novela de sucesso Solamente Vos, Lali lança-se como cantora solo, lançando o primeiro single, A Bailar, que estreou no top das tabela do top 10 no iTunes do México, América Latina e Israel; iniciando 2014, lançou o primeiro álbum solo de estúdio intitulado de A Bailar, o qual venceu duas categorias no maior prêmio da música argentina, Prêmios Gardel; estreando em primeiro lugar nas vendas de disco físico na Argentina e em formato de Download digital, sendo certificado pela CAPIF em disco de ouro. O portal argentino "Perfil" destacou que o  A Bailar Tour foi a turnê que mais arrecadou público em 2015 na Argentina. Em 2015, Lali protagoniza o sucesso argentino, Esperanza Mía, ao lado de Mariano Martínez. Ainda em 2015, Lali se torna um dos artistas a vender mais discos do ano na Argentina, tendo 3 álbuns entre os 15 mais vendidos e um deles estando na #1 posição, e outros na #10 e #14 posição. Lali é considerada a terceira das 10 mulheres mais influentes na Argentina. Em 2016 lança o segundo álbum de estúdio, "Soy", certificado em disco de ouro ainda na pré-venda na Argentina.
Em 2016, Espósito foi indicada na categoria "Melhor atriz de drama" ao Seoul International Drama Awards 2016 da Coreia do Sul, e foi a primeira artista argentina do gênero feminino a ganhar, por dois anos consecutivos o MTV Europe Music Awards na categoria de "Melhor Artista Latino", e em 2017 foi consagrada com o prêmio de Melhor Artista global, sendo a primeira figura latina a conseguir tal feito. Lali, já foi indicada diversas vezes aos prêmios Kids Choice Awards Argentina, ganhando 5 indicações de 2013 a 2016 sendo a única artista a ter mais prêmios ganhos; na edição 2014 dos prêmios KCA, Lali foi considerada a rainha da noite, pelos seus 19 milhões de votos em 3 categorias. Lali foi a primeira argentina a ganhar a categoria "Artista latina favorita" nos Kids Choice Awards USA, e foi indicada novamente na mesma categoria em 2015 e 2016. Além destes prêmios, ela também levou o MTV Millennial Awards em 2014 e 2015, sendo indicada novamente em 2016. Em 2015. Lali está entre as 10 mulheres mais sexys da Argentina.

## Carreira Artística

### 1998–2006: Inicio de carreira,Rincón de Luz,FloricientaeChiquititas.
Lali apareceu na televisão pela primeira vez em um programa infantil chamado "Caramelito y Vos" em 1998, quando tinha 6 anos de idade, fazendo uma participação como dançarina mirim. Sua estreia como atriz foi numa grande produção de Cris Morena, Rincón de Luz em 2003, interpretando "Malena Coco Cabera". Rincón de luz obteve sucesso internacional na América Latina, alguns países da Europa e principalmente em Israel. Lali participou também na trilha sonora da novela, e também dos musicais em Teatros, se apresentando na Argentina e em Tel Aviv. Logo um ano depois, ela integra o elenco da novela Floricienta, sendo uma outra produção de Cris Morena, interpretando "Roberta", participando também da Trilha Sonora da novela e de recitais em teatros. Em 2006, co-protagoniza uma nova temporada de sucesso da novela infantil Chiquititas Sin Fin, interpretando "Agustina Ross", uma outra produção de Cris Morena que já era conhecida a muitos anos atrás por suas temporadas anteriores. Logo então, Lali Espósito ficou conhecida mundialmente na América Latina, Europa e Ásia, por sua atuação em novelas infantis e também pela sua voz interpretando canções destas novelas.

### 2007–2012:Casi Ángelese fama internacional.

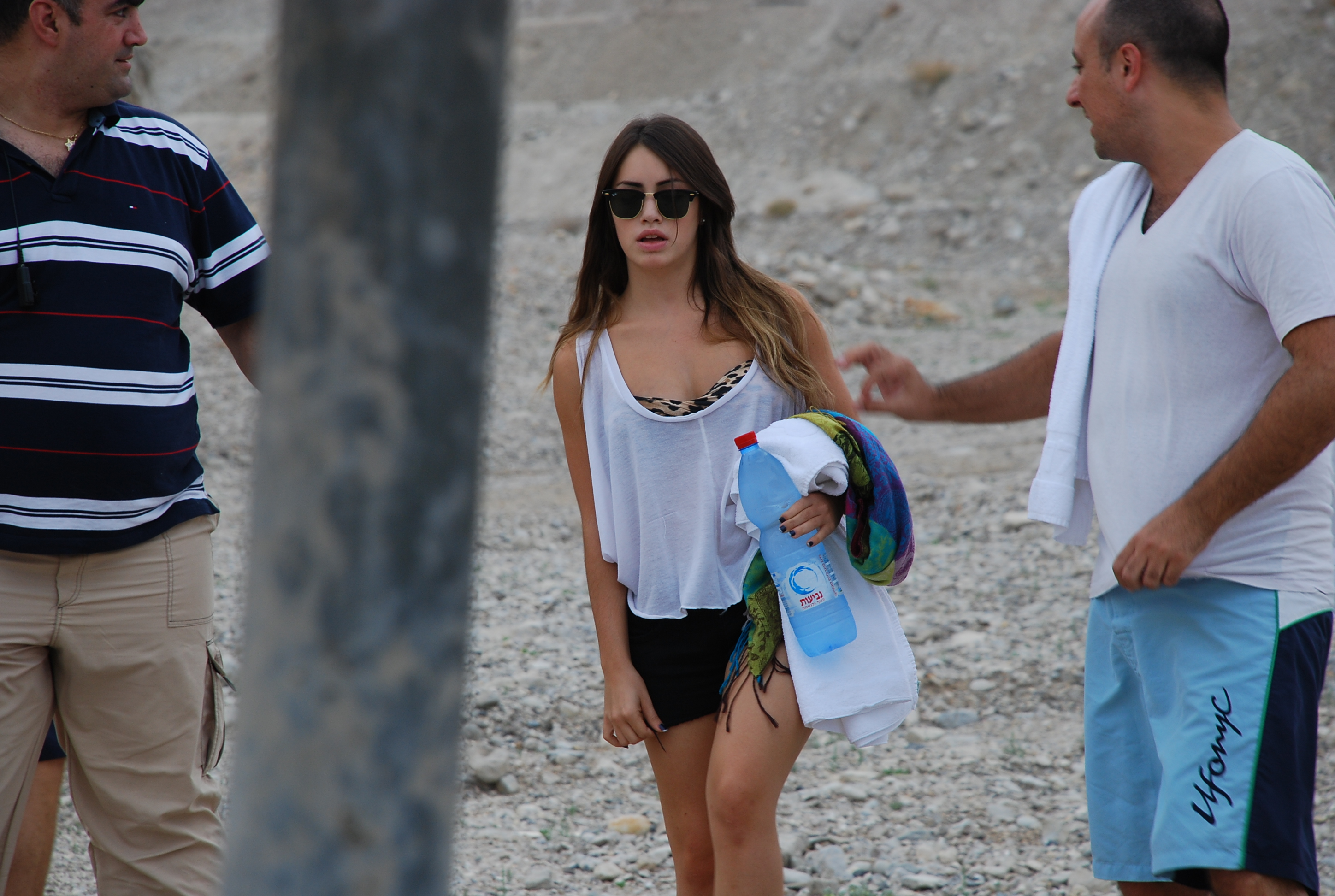
Lali Espósito em visita a Israel, março de 2011.

Em 2007 Lali foi escolhida para ser protagonista da nova produção de sucesso mundial de Cris Morena, interpretando "Mariannela Rinaldi" mais conhecida como Mar, na série Quase Anjos (Casi ángeles), transmitida pela primeira vez em 21 de março de 2007, no canal Telefe na Argentina. A série, se tornou a mais popular da Argentina, ganhando sucesso e destaque também na América Latina, e na Europa e Israel. Com a novela, Lali juntamente com o elenco, ganharam vários prêmios cinematográficos importantes como o Martín Fierro na Argentina. Ao decorrer da novela surge então o grupo pop Teen Angels, que junto ao elenco da série realizaram shows no Teatro Gran Rex de 2007 até 2010, e entraram em turnê pela Argentina e Uruguai em 2008. No grupo pop, eles ganharam vários prêmios musicais como o "Los 40 Principales" na Espanha em 2009 e 2010, os Kids Choice Awards Argentina em 2011 e o maior prêmio da música na Argentina, os Prêmios Gardel. A banda logo virou fenômeno pop de vários países do mundo durante 6 anos em que o grupo esteve na ativa. Embora a série Casi ángeles só tenha durado até 2010 totalizando 4 temporadas, o grupo pop renovou o contrato com a Sony Music para continuar por mais 2 anos, com a ex companheira da novela Casi ángeles, Rocío Igarzábal, substituindo María Eugenia Suárez, que deixou o grupo no início de 2011
No início de 2012 o grupo anunciou a separação, em que todos já sabiam que iria acontecer, e realizaram o último concerto da banda, em Córdova na Argentina no dia 8 de outubro de 2012. Em maio de 2013, ocorreu a estreia do filme Teen Angels El Adios 3D, baseado na história do grupo, em formato de documentário contendo entrevistas com os integrantes que fora gravado em março de 2013, e com o último show da banda no Teatro Gran Rex em Buenos Aires.
De 2007 a 2012 os Teen Angels lançaram 6 discos de estúdio recebendo discos de Ouro, Platina dupla e tripla na Argentina, e platina tripla na Espanha; 4 álbuns ao vivo, sendo um deles gravado em um mega show na cidade Tel Aviv em Israel; uma coletânea de CD+DVD "Teen Angels: La História"; um EP especial feito para Coca-Cola e outro promocionando o single "Baja el telón"; e edições internacionais para a América Latina, e outros para países como Brasil, México, Espanha e Israel.
Em 2011, estrelou em Cuando me sonreís , uma série de televisão dirigida por Tomás Yankelevich, atuando com Facundo Arana, Julieta Díaz e Benjamín Rojas. No ano seguinte, Lali fez uma peça de teatro interpretando Abigail Williams em "Las brujas de Salem", dirigida por Arthur Miller. Ainda em 2012, fez sua estreia no cinema com o longa La pelea de mi vida, sendo o primeiro longa em 3D rodado na Argentina, em que também estrelou com Mariano Martínez e Federico Amador.
Ainda em 2012, Lali fez uma participação especial de 2 capítulos na telenovela Dulce amor, junto a Peter Lanzani e Gaston Dalmau, em que seus ex-companheiros de trabalho e amigos Rochi Igarzabal e Nicolas Riera atuam; Lali interpretou "Ana".

### 2013:Solamente Vos,Teen Angels: El adiós 3De inicio de carreira solo.

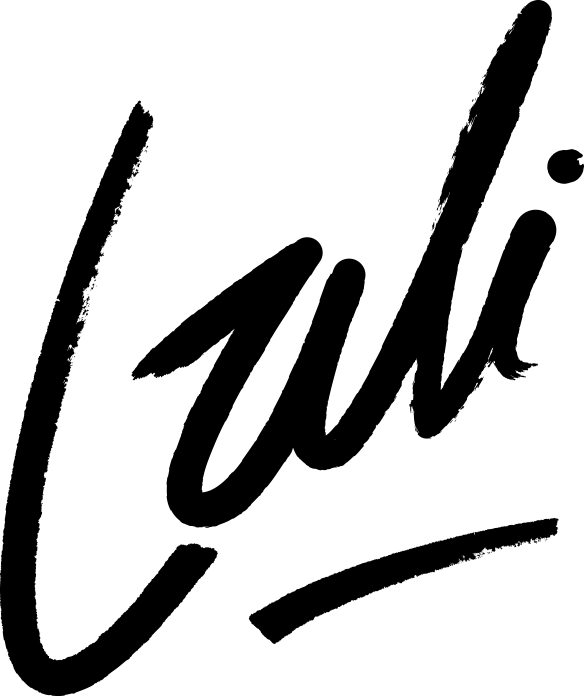
Logotipo utilizado no álbum de estúdio, A Bailar, primeiro álbum solo de Lali Espósito.

Em janeiro de 2013, Lali estrelou na produção de Pol-Ka, na telecomédia argentina, Solamente Vos transmitida no canal El Trece, juntamente com Adrián Suar e Natalia Oreiro. Durante uma twitcam realizada pelo Twitter, Lali surpreende os fãs quando diz que se lançará como cantora solo, seguida pela gravadora 3musica em um projeto independente e autêntico dela. Em 30 de maio foi lançado o filme/documentário Teen Angels: El Adiós 3D, em uma Avant premiere que contou com a presença dos  integrantes do grupo, realizado em um cinema 3D em Buenos Aires, promovido pela Yups Channel. Sendo o segundo filme integrado por Lali, a mesma ganhou a categoria de "Melhor filme do ano" nos Kids Choice Awards Argentina 2013, prêmio recebido por Lali e o companheiro do grupo, Peter Lanzani.
Em 5 de agosto lança seu site, com seu primeiro single intitulado "A Bailar" no formato de download digital, tendo assim um colapso pela quantidade de visualizações que o site arrecadou em menos de 5 minutos. No dia 2 de setembro Lali se apresenta como cantora solo em um showcase no La Trastienda Club em que apresenta seus 3 primeiros singles: A Bailar, Asesina e Del otro Lado, e também apresenta o primeiro videoclipe, "A Bailar".
No dia 5 de setembro, três dias após o início da carreira solo, Lali lança em seu canal oficial no YouTube, o videoclipe do single "A Bailar"; o single entra no top 20 dos iTunes latino, mexicano, italiano e israelense sendo bem posicionado no topo das paradas de rádios da América Latina, Israel, Itália e grande parte da Europa. Em outubro Lali ganha duas indicações nos Kids Choice Awards Argentina 2013, como "Atriz Favorita" e como "Twitteira favorita", além de performar com o single "A Bailar", seguida por um corpo de bailarinos.
Em novembro Lali viajou para o Peru, a fim de gravar o primeiro filme internacional de sua carreira, A Los 40, dirigido por Bruno Ascenzo, em que se torna em 2014 o segundo maior filme visto nos cinemas da história do Peru. No final de 2013, Lali lança a sua própria linha de perfumes, "Lali", sendo comercializado não só na Argentina como em vários países através do site oficial do produto.

### 2014–2016: Primeiro álbum solo,A Bailar Tour eEsperanza Mía.
O álbum de estreia, A Bailar, é lançado no dia 21 de março somente na Argentina em formato físico, lançado também em vários países do mundo em formato de download digital. Em 10 de março é lançado o segundo corte de difusão do álbum, o videoclipe "Asesina" que rompeu o recorde do primeiro videoclipe, sendo exibido em vários países como México e Itália.

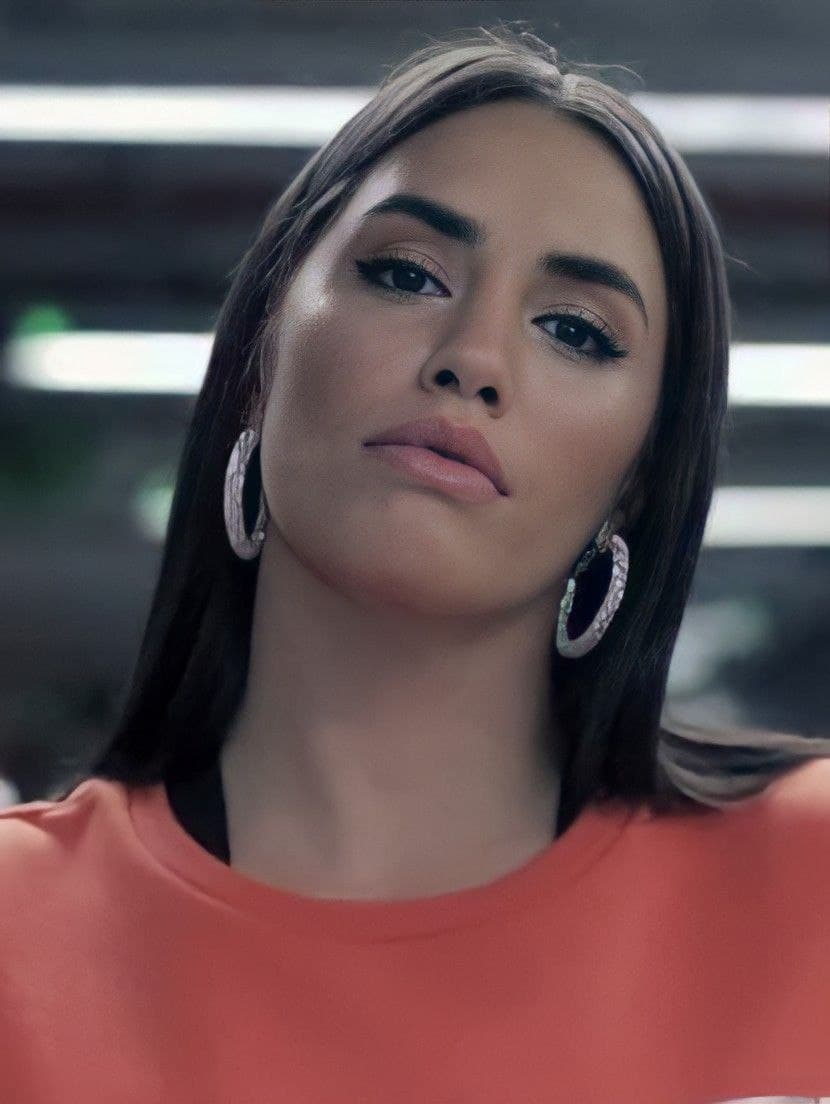
Lali em campanha de promoção da sua marca de roupas LALI, em 2019.

Ainda em março, Lali se apresenta em um festival de música na cidade de Caserta, na Itália, apresentando o single A Bailar. Em 29 de março tornou-se a primeira Argentina a ganhar a premiação Kids Choice Awards USA, na categoria "Artista Latina Favorita". Em abril inicia uma turnê denominado de A Bailar Tour para promover o álbum de estreia, transmitido ao vivo no site do canal argentino El Trece. Em maio, Lali se apresentou na premier do seu primeiro filme internacional, "A Los 40" nos cinemas peruanos, dirigido por Bruno Ascenzo, recebendo o título de o segundo filme mais visto na história do cinema no Peru.Em 26 de outubro, Lali realiza um ato de abertura no show de Ricky Martin em Buenos Aires, em benefício da fundação Ricky Martin e entidades. Na premiação Kids Choice Awards Argentina 2014, Lali recebe o título de rainha da noite, ganhando 2 das 3 indicações em que concorria, que levou a 19 milhões dos 50 milhões de votos na premiação. No final de novembro, Lali assina contrato com a gravadora Sony Music Entertainment que forma parceria com a gravadora atual da cantora, 3musica. 3 de dezembro é o marco da primeira atividade de Lali com sua nova gravadora, em que lançam uma edição do álbum A Bailar chamada de fan pack, encontrando-se disponível em formato físico na Argentina em 9 de dezembro, no Uruguai em 19 de dezembro e no Chile em 25 de março de 2015.
Lali inicia 2015 com a segunda fase do A Bailar Tour nas cidades Buenos Aires e Mar del Plata, obtendo um público de mais de 20 mil e 80 mil respectivamente. Em 9 de fevereiro inicia as gravações da novela Esperanza mía onde Lali faz um papel de protagonista junto a Mariano Martínez, que estreia no dia 6 de abril de 2015. Em março é lançado o terceiro corte de difusão do álbum A Bailar, o videoclipe do single Del otro lado, dirigido pelo mesmo diretor dos dois primeiros videoclipes. Lali é convidada a cantar a música "Aquellas pequeñas cosas" pelo cantor espanhol Joan Manuel Serrat no dia 14 de março e 29 de março de 2015 no Teatro Gran Rex em Buenos Aires. Esperanza mía estreou no dia 6 de abril com 20.9 pontos de pico, ficando somente atrás de "Las mil y una noche" que ficou com 21.1 pontos. Na semana de estreia, a audiência de Esperanza mía ficou em primeiro lugar, superando até mesmo um jogo de futebol do clube argentino River.
Com um vestido longo em formato de um círculo, e com animações em 3D sendo refletidas em meio a saia longa, Lali se apresenta cantando "Mil años luz" na abertura da nova temporada do programa Showmatch; também apresentou a música "Tengo esperanza" da trilha sonora da novela Esperanza mía junto com uma parte do elenco da novela. Em 27 de junho de 2015, Lali é convidada a cantar a música "Fuego de noche, nieve de día" com o cantor porto-riquenho Ricky Martin, no evento Duetos ocorrido nas Avenidas Figueroa Alcorta y Pampa em Buenos Aires. Lali é escolhida para abrir o show The Prismatic World Tour da cantora norte-americana Katy Perry no Hipódromo de Palermo, em 3 de outubro de 2015 em Buenos Aires. No dia 11 de setembro, Lali lança o quarto e último videoclipe de seu álbum de estreia, o single escolhido foi Histeria; em menos de 24 horas o videoclipe já era considerado o vídeo a obter mais visualizações em menos tempo na Argentina e já alcançando o posto de número #7 no top 10 do canal Quiero TV. Mesmo não sendo indicada, Lali e Axel foram convidados a representar a Argentina na cerimônia de entrega dos prêmios do Grammy Latino em Las Vegas. Segundo a TNT, Lali causou mais repercussão do que os próprios indicados ao prêmio. Lali foi convidada pelo cantor espanhol Abraham Mateo a cantar a música "Another Heart Break" em seu show no dia 28 de novembro de 2015 em Buenos Aires. Lali ganhou o prêmio TATO Awards na categoria "Melhor atriz protagonista", um dos prêmios mais importantes da televisão argentina, criada pela CAPIT.
Lali é considerada a artista número 1 do ano de 2015 na Argentina, e também a maior celebridade de 2015 da América Latina pela revista E! Latin América. No dia 30 de dezembro de 2015 encerrou as gravações da novela Esperanza mía, indo ao ar até o dia 14 de janeiro de 2016. A primeira turnê solo da cantora, o A Bailar Tour encerra em Tel Aviv, Israel, com duas últimas apresentações nos dias 24 e 25 de abril de 2016 no Menorah Stadium encerrando de vez o projeto A Bailar.

### 2016–2017:Soy,Permitidose Volta ao Cinema
"Único" é a primeira música do segundo álbum de estúdio da cantora, lançado ainda durante o A Bailar Tour em 19 de março de 2015. Em 14 de fevereiro Lali começou a gravar a comédia romântica "Permitidos" dando vida a protagonista da história, dirigida por Ariel Winograd, que estreou nos cinemas argentinos e uruguaios em agosto do mesmo ano e mais tarde pela América Latina, Europa e Ásia, sendo distribuída pela HBO. Em 20 de maio de 2016 Espósito lança seu segundo álbum de estúdio intitulado de "Soy", certificado em disco de ouro no mesmo dia de estreia na Argentina e meses depois no Uruguai. O disco encabeçou o topo das paradas de vendas físicas nos dois países citados anteriormente e também na Venezuela e Israel além de ser considerado um dos melhores álbuns do ano (2016) pela Billboard Brasil. Em julho a artista começaria a gravar o filme "Tita de Buenos Aires", a qual seria protagonista interpretando a famosa cantora e atriz argentina, Tita Merello, porém com o lançamento do novo álbum e preparações para a turnê Soy Tour, a artista não pôde interpretar o papel.
Ainda no mesmo período Lali colaborou em faixas musicais com artistas espanhóis Abraham Mateo e Brian Coss, e a versão em espanhol do hit italiano Roma-Bangkok da cantora Baby K, lançado posteriormente em fevereiro de 2017. Com a turnê de divulgação do álbum, a Soy Tour, Espósito passou por outros países fora a Argentina como o Uruguai, Paraguai, Espanha, Itália, Israel e o Chile, neste último a mesma obteve destaque nacional ao ser convidada para ser jurada e para performar em uma das noites do Festival Internacional da Canção de Viña del Mar na edição de 2017. Ainda neste evento musical, o maior da América Latina, Lali foi coroada como a "Artista do Festival" e levou dois prêmios, um de ouro e outro de prata. Una Na, Tu Novia e Tu Sonrisa foram singles inéditos lançados ainda em 2017, intercalados nos meses de julho, novembro e dezembro, respectivamente, sendo a primeira música da mesma a chegar ao topo da lista de canções mais tocadas nas rádios da Argentina, segundo o chart Monitor Latino, permanecendo no 1º lugar por 6 semanas consecutivas, e acumulando mais de 22 semanas no top 10.

### 2018–presente: Brava, Talento Fox eSky Rojo
Em 2018 Lali começou a divulgação do que seria seu  terceiro álbum de estúdio intitulado BRAVA, lançado em 10 de agosto, teve como primeiro single a música "100 Grados", lançada em abril; seguida pelos hits "Besarte Mucho" e "Sin Querer Queriendo", está última, feat. ao lado dos cantores Mau y Ricky, se converteu no single de maior sucesso da cantora alcançando 20 milhões de visualizações em apenas 1 mês no YouTube. Em seguida, a cantora deu início a sua nova Tour Mundial, "Brava Tour", que começou com dois shows lotados nos dias 23 e 24 de agosto no Estádio Luna Park de Buenos Aires. De volta à atuação, Lali Espósito se lançou no seu primeiro protagonismo dramático com o filme Acusada, dirigido pelo argentino Gonzalo Tobal, o filme se tornou um sucesso na argentina e no mundo sendo nomeado a vários festivais de cinema internacionais, com o Festival Internacional de Veneza, o Festival Internacional de Toronto e o Festival do Rio de Janeiro. Em 22 de agosto de 2018, Lali deu início como jurada, ao lado de Wisin e Diego Torres, no novo reality do Canal Fox, intitulado "Talento Fox" transmitido para toda América Latina. Para o final do ano, Espósito lançou seu novo single ao lado da cantora brasileira Pabllo Vittar, a música se chamou "Caliente" e mesmo antes de ter videoclipe, já era um dos maiores sucessos de BRAVA; além do seu novo hit, a artista ainda lançou uma canção ao lado da cantora mexicana Thalia, chamada "Lindo Pero Bruto".
Em meados de novembro de 2019, Lali foi para Madrid para gravar a série Sky Rojo, de Álex Pina e Esther Martínez Lobato, que tinha previsto quatro meses de gravações em diferentes locais da Espanha, mas devido à Pandemia de COVID-19, as filmagens foram interrompidas e só puderam ser retomadas em maio de 2020. Finalmente, em 19 de março de 2021, a série estreou na plataforma de streaming Netflix. A primeira temporada foi aclamada pela crítica; Trae Delellis, do Miami New Times, descreveu-a como "fascinante e comovente", enquanto Janire Zurbano, do 20 Minutos, chamou o personagem de Lali de "incrível". Em 23 de julho do mesmo ano, estreou a segunda temporada. No mês seguinte, a Netflix confirmou a terceira temporada da série, tendo sua estreia ocorrido em janeiro de 2023. Posteriormente, Espósito revelou que havia contraído a COVID-19 durante as gravações da série.
Em 4 de novembro de 2022, estreou El fin del amor, série do Prime Video baseada no ensaio homônimo de Tamara Tenenbaum, com roteiro de Tenenbaum e Erika Halvorsen. Espósito interpretou Tamara, uma filósofa de família judia ortodoxa que decide romper com a tradição familiar, enquanto questiona suas próprias convicções. Espósito também participou como produtora executiva e ficou encarregada de realizar o casting dos atores.

## Vida pessoal

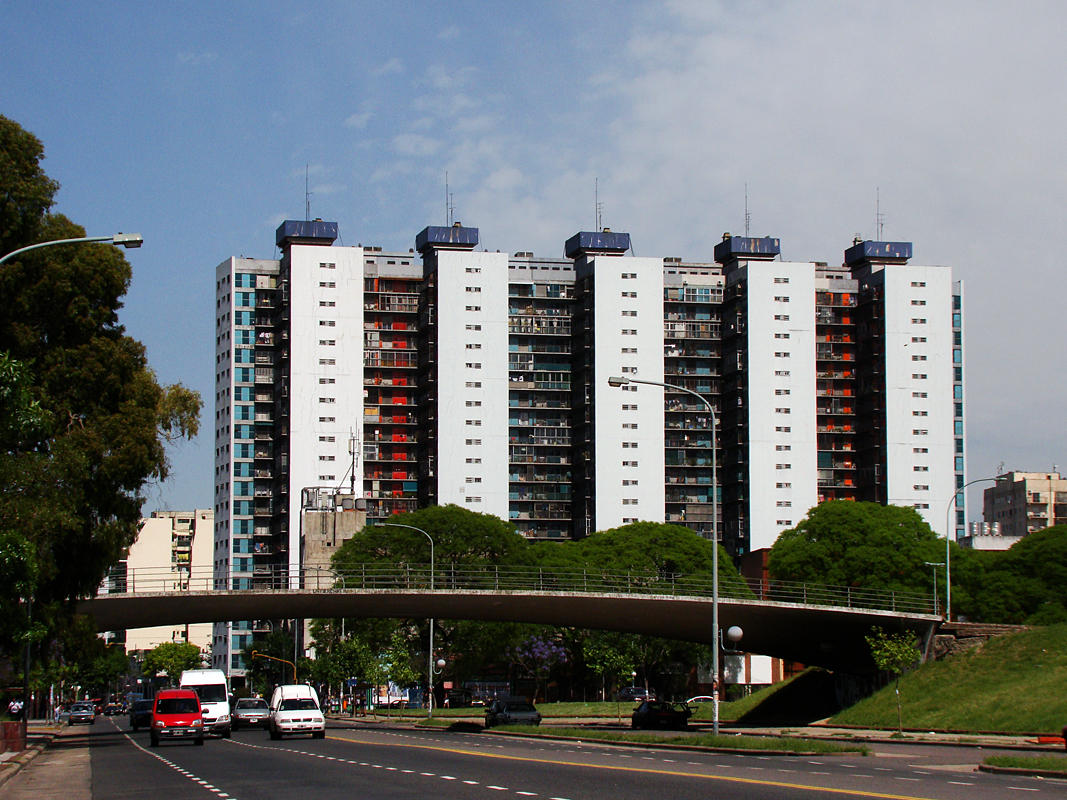
Parque Patrícios, bairro de Buenos Aires em que Lali passou sua infância e adolescência.

Lali Espósito, nasceu em Buenos Aires em 10 de outubro de 1991. Seus pais são Maria José Riera e Carlos Espósito, um treinador de futebol. Ela tem dois irmãos, Ana Laura Espósito e Patrício Espósito o qual lhe deu o apelido "Lali" desde criança. Lali também é tia do pequeno Santino, filho de Ana Laura.
A família vivia no bairro nobre Parque Patrícios em Buenos Aires, onde Lali viveu a sua infância e adolescência. Concluiu o ensino médio no Colégio San Vicente de Paul, no mesmo bairro em que vivia. Na infância, Lali praticou Patinagem artística, participando de uma competição a qual subiu ao pódio em segundo lugar.

### Relacionamentos
Em 2006, Lali começou a se relacionar com seu ex-companheiro de trabalho Peter Lanzani, porém o namoro na época era secreto, pois eram jovens demais e já faziam um casal romântico na novela em que protagonizavam Chiquititas sin fin. Logo então, em 2007 assumiram o namoro publicamente, e meses depois anunciaram o término. Em 2008, em um show promocional que os dois faziam junto ao grupo Teen Angels que então integravam, Lali e Peter anunciaram a volta do namoro que durou até ao final de 2009. No final de 2010 Lali inicia um relacionamento com o ator argentino Benjamín Amadeo, um relacionamento que durou um pouco mais de 5 anos, chegando ao fim na segunda semana de julho de 2015. Antes mesmo do relacionamento da artista com Benjamín Amadeo dar por encerrado, os meios digitais especulavam que o companheiro de trabalho de Lali, Mariano Martínez estaria em um relacionamento fechado com Lali, notícia que na época era desmentida pelos dois, porém confirmada em 3 de novembro de 2015 pelo próprio ator, em uma entrevista. Após vários rumores de separação por meio da imprensa, Lali confirmou o fim do relacionamento com Mariano no dia 27 de março de 2016 via rede social Twitter. Em janeiro de 2017, Espósito confirmou relacionamento com o produtor musical argentino, Santiago Mocorrea. Em 28 de setembro de 2020, Lali confirmou a separação do produtor musical argentinto, Santiago Mocorrea.

## Influências e imagem
Em diversas entrevistas, Lali revelou suas referências musicais focadas no pop, porém seus gostos vão também em rock, soul e hip-hop. Segundo a cantora, a sua maior influência musical é Freddie Mercury, ex-vocalista da banda Queen que morreu em 1991, mesmo ano em que Lali nasceu. Lali já afirmou muitas vezes que a primeira música que escutou na vida foi cantada pela voz de Freddie, e assim ela se tornou obcecada e apaixonada pelo cantor e pela banda em que integrava. "Desde muito pequena meu jogo era imitar Freddie Mercury no espelho" afirmou Lali em uma entrevista quando a questionaram quem era os artistas que ela se inspira.
Outros artistas inspiram Lali, dentre eles está Madonna, Michael Jackson e Beyoncé. Segundo Lali, uma das coisas que mais admira em Madonna e Beyoncé é a ousadia de fazer o que gosta como quer, um fato que a cantora leva consigo mesmo. Após a saída do grupo pop Teen Angels em 2012 ficou um desafio para a cantora, tirar a imagem que ficou dos seus projetos passados, conseguindo realizar tal façanha sem trabalhar muito nisso.
O seu primeiro álbum como cantora solo, A Bailar foi composto pela cantora que se lançou de forma independente em 2013. "É o mais autêntico de mim, vai ser uma loucura", Lali em uma entrevista ao site argentino Ciudad.com. Um dos maiores desafios da cantora para o álbum de estreia foi levar o pop com o dace e hip-hop em espanhol, de forma que não ficasse presa a uma linguagem de um tal país, mas sim, pensado em todos. "Vai ser tudo grande até mesmo o visual, e óbvio que o som também. Tudo se inclina para o dance por que eu gosto muito de dançar, sendo assim, tudo foi pensado para isso".
O primeiro videoclipe do álbum de estreia, foi dirigido por Juan Ripari, uma mescla de pop com dance de uma forma que nunca foi vista na Argentina. Lali interpretou a dança de modo sensual e chamativo, porém nada escandalizado, apenas de um modo que não se esperava da cantora que tinha uma imagem diferente de uma cantora pop como Madonna.

## Outras atividades

### Publicidade
Lali participou de várias campanhas publicitárias de revistas e de marcas importantes da Argentina e de outros países. Seu primeiro comercial foi para a grife de moda infantil MCbody Jeans entre 2004 e 2005. Em 2007, ela assinou contrato exclusivo para uma marca de Lingerie argentina, em que fez na maioria sessões de fotos ao lado de Luisana Lopilato. Em 2009, Lali e Juan Pedro Lanzani, fez uma sessão de fotos especial para keff spray corporal, para o mercado Israelense. Desde de 2011 ate hoje em dia, a Lali é porta voz da marca de lingerie Lara Teens, e também já modelou para outras marcas não só da Argentina mas também do Uruguai. Ao longo de sua carreira, foi a capa de várias revistas importantes como Caras, OnMag, Las Rosas, Twees, Seventeen, Cosmopolitan, Luz, Viva, Watt, Nueva, UPSs,, Fack, Gente, entre outros.

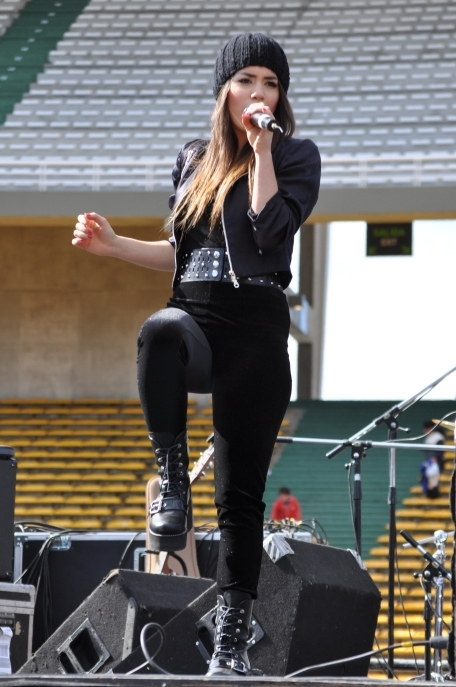
Lali Espósito durante apresentação em Córdoba em outubro de 2011.

Marcas em que Lali Espósito modelou:
| Ano       | Marca          | País      |
| --------- | -------------- | --------- |
| 2004–2005 | McBody Jeans   | Argentina |
| 2006      | Muaa           | Argentina |
| 2007–2009 | Promesse       | Argentina |
| 2009      | Coca-Cola      | Argentina |
| 2009      | Dios las cria  | Argentina |
| 2009      | Keff           | Israel    |
| 2011–2015 | Lara by Sigry  | Argentina |
| 2013–2016 | Lali (Perfume) | Argentina |
| 2014      | BioKur         | Uruguai   |
| 2014–2015 | Carefree       | Argentina |
| 2014–2016 | Claro Música   | Argentina |
| 2015–2016 | Seda           | Argentina |
| 2017      | Nike           | Argentina |

### Atividades humanitárias
O grupo Teen Angels realizou vários projetos e músicas sobre o meio ambiente, como "Bravo por la Tierra", e sobre a violência com "Hoy", a fim de conscientizar as pessoas sobre o futuro da humanidade por meio de músicas. Em maio de 2010 os Teen Angels participaram de uma ação de uma organização espanhola, pela ocasião do Dia mundial da Biodiversidade, em que voltaram pela segunda vez em 2010 em Madrid apresentando-se gratuitamente em uma avenida populosa na cidade.
Em 2012, Lali participou da campanha "Basta de bullying, no te quedes callado" do Cartoon Network, e de uma outra campanha "Reciclando tu botella llevamos agua potable a una escuela" do 'Mundo invisible - Cultura solidaria en movimiento'. Em 2013, Lali apoiou com comerciais e campanhas uma organização internacional que promove a inclusão social e profissional de pessoas com deficiência física, levando o título de madrinha da fundação; também participou da campanha "Los ídolos donan su voz" da Fundação Manantiales.
Em 2014 e 2015 fez parte da campanha Un sol para los chicos promovido pelo canal argentino El Trece, além de apresentar 3 canções do álbum A Bailar em um show beneficente no Estádio Luna Park no dia 16 de agosto em 2014, e em 2015 compareceu ao evento com seu companheiro de trabalho em Esperanza mía, Mariano Martínez que se juntou a causa. No dia 6 de outubro no Ópera Allianz em Buenos Aires, Lali participa de um show beneficente com o grupo "Dios salve la Reina", realizando um tributo a banda extinta Queen em total benefício à Fundação Huésped, comemorando 25 anos de luta contra o HIV.
Em 2015 Lali apoia o projeto da UNICEF chamada de "+ Diálogo", além de apoiar outras causas e projetos beneficentes na Argentina.[carece de fontes?] Apesar de apresentar um quadro febril avançado, Lali não deixou de comparecer ao evento da campanha "Unidos por la gente", criada pelo canal argentino El Trece, destinada a aceitar doações da população da Argentina para as milhares de pessoas afetadas pela inundações ocorridas no inverno de 2015 no país.

### Empresária
Uma de suas primeiras atividades como empresária foi o lançamento da própria linha de perfumes, intitulada de "Lali", lançado em dezembro de 2013 pela Rhapstyle. O perfume foi um sucesso de vendas na Argentina, sendo também comercializado por todo o mundo através do site oficial do produto. Em março de 2015 é lançado uma linha de blusas no Brasil em que contém uma estampa com uma foto de Lali comercializada somente nas Lojas Riachuelo, uma das mais conhecidas do país. Em novembro de 2015 a Rhapstyle relança o perfume "Lali" para toda a Argentina, com uma fragância nova e novo título, "Lali dúo".

## Filmografia

### Televisão
| Ano       | Título            | Personagem                        | Notas                 |
| --------- | ----------------- | --------------------------------- | --------------------- |
| 2003      | Rincón de Luz     | Malena "Coco" Cabrera             | Protagonista          |
| 2004–2005 | Floricienta       | Roberta Espinosa                  | Co-protagonista       |
| 2006      | Chiquititas 2006  | Agustina "Agus" Ross              | Co-protagonista       |
| 2007–2010 | Quase Anjos       | Marianella "Mar" Talarico Rinaldi | Protagonista          |
| 2011      | Cuando me sonreís | Milagros "Mili" Rivas             | Protagonista          |
| 2012      | Dulce amor        | Ana                               | Participação especial |
| 2013–2014 | Solamente vos     | Daniela Cousteau                  | Co-protagonista       |
| 2015–2016 | Esperanza mía     | Julia "Esperanza" Albarracín      | Protagonista          |
| 2018      | Sandro de América | Reyna Ross                        | Participação especial |
| 2018      | MTV Diary: Lali   | Ela mesma                         | Documentário          |
| 2018      | El host           | Ela mesma                         |                       |
| 2018      | Talento Fox       | Jurada                            |                       |
| 2021–2022 | La voz Argentina  | Jurada                            | Temporadas 3 e 4      |
| 2021–2023 | Sky Rojo          | Wendy                             | Co-protagonista       |
| 2022      | El hormiguero     | Life coach                        |                       |
| 2022      | El fin del amor   | Tamara Tenenbaum                  | Protagonista          |

### Filmes
| Ano  | Título                   | Papel             | Notas                 |
| ---- | ------------------------ | ----------------- | --------------------- |
| 2012 | La pelea de mi vida      | Belén             | Co-protagonista       |
| 2013 | Teen Angels: El Adiós 3D | Ela mesma         | Documentário          |
| 2014 | A los 40                 | Melissa           | Coadjuvante           |
| 2016 | Me casé con un boludo    | Ela mesma         | Participação especial |
| 2016 | Permitidos               | Camila            | Protagonista          |
| 2017 | Mamá se fue de viaje     | Modelo de revista | Participação especial |
| 2018 | Acusada                  | Dolores           | Protagonista          |

### Internet
| Ano       | Título                         | Papel     | Notas        |
| --------- | ------------------------------ | --------- | ------------ |
| 2014–2015 | Eléctrica                      | Ela mesma | Webserie     |
| 2014      | #ABailarTour: Detrás de escena | Ela mesma | Documentário |

## Teatro
| Ano       | Título                            | Personagem                        | Teatro            | País de origem     |
| --------- | --------------------------------- | --------------------------------- | ----------------- | ------------------ |
| 2003      | Rincón de luz                     | Malena "Coco" Cabrera             | Teatro Gran Rex   | Argentina · Israel |
| 2004–2005 | Floricienta                       | Roberta Espinosa                  | Teatro Gran Rex   | Argentina          |
| 2006      | Chiquititas                       | Agustina Ross                     | Teatro Gran Rex   | Argentina          |
| 2007–2010 | Casi Ángeles/Teen Angels          | Marianella "Mar"/Lali Esposito    | Teatro Gran Rex   | Argentina          |
| 2012      | Las brujas de Salem               | Abigail Williams                  | Teatro Broadway   | Argentina          |
| 2014      | Casi Normales                     | Ela mesma (Participação Especial) | Teatro Tabarís    | Argentina          |
| 2015      | Esperanza mía - El Musical        | Esperanza/Julia                   | Ópera Allianz     | Argentina          |
| 2015      | Esperanza mía - El show despedida | Julia                             | Estádio Luna Park | Argentina          |

## Discografia
- A Bailar (2014)
- Soy (2016)
- Brava (2018)
- Libra (2020)
- Lali (2023)

## Turnês
| Ano       | Turnê                             | Projeto       | Região              |
| --------- | --------------------------------- | ------------- | ------------------- |
| 2003      | Rincón de Luz - El Musical Tour   | Rincón de luz | Israel              |
| 2008–2009 | Teen Angels - Tour 2008           | Teen Angels   | Argentina · Uruguai |
| 2009      | Teen Angels - Tour 2009           | Teen Angels   | Mundial             |
| 2010      | Teen Angels - Tour 2010           | Teen Angels   | Mundial             |
| 2010      | TeenAngels/Casi Ángeles: El Adiós | Teen Angels   | Argentina           |
| 2011      | Teen Angels - Tour 2011           | Teen Angels   | Mundial             |
| 2012      | Teen Angels - Tour El Adiós       | Teen Angels   | Argentina           |
| 2014–2016 | A Bailar Tour                     | Carreira solo | Mundial             |
| 2015      | Esperanza mía - El musical        | Esperanza mía | Argentina           |
| 2016–2017 | Soy Tour                          | Carreira solo | Mundial             |
| 2017–2018 | Lali En Vivo                      | Carreira solo | Mundial             |
| 2018–2019 | BRAVA Tour                        | Carreira solo | Mundial             |

### Atos de abertura
- 2015 - Katy Perry, The Prismatic World Tour (Buenos Aires, Argentina)
- 2016 - Fifth Harmony, The 7/27 Tour (Santiago, Chile)
- 2016 - Ricky Martin, One World Tour (Cidade do México, Monterrey e Zapopan - México)
- 2017 - Katy Perry, Witness: The Tour (Buenos Aires, Argentina)

## Prêmios e Indicações
Em agosto de 2022, Espósito ganhou 73 prêmios de 143 indicações, incluindo seis prêmios Carlos Gardel, cinco MTV Europe Music Awards, um Kids 'Choice Awards, um Heat Latin Music Awards 2020, treze Nickelodeon Kids' Choice Awards Argentina, sete MTV Millennial Awards, um Prêmio Martín Fierro, um Billboard Latin Music Award e um Tato Award. Além disso, ela recebeu indicações para o Lo Nuestro, Latin American Music Awards e Seoul Drama Awards.